# Wahrheit oder Pflicht
Wahrheit oder Pflicht (letteralmente dal tedesco sarebbe "Verità o dovere?" ma sarebbe in italiano il nome del celebre gioco "Obbligo o verita?") è l'ottavo fortunato album del gruppo tedesco OOMPH!. La copertina rappresenta una ragazza di spalle, da sola in una sala, che nasconde dietro la schiena un coltello. Con questo album, la band cambia radicalmente il proprio stile musicale, passando dall'industrial metal al gothic metal.

## Tracce
1. Augen auf! - 3:20
2. Tausend neue Lügen - 4:01
3. Wenn du weinst - 4:33
4. Sex hat keine Macht - 4:01
5. Burn Your Eyes - 4:13
6. Dein Weg - 4:25
7. Du spielst Gott - 4:17
8. Dein Feuer - 3:50
9. Answer Me - 4:14
10. Der Strom - 3:05
11. Nichts (ist kälter als deine Liebe) - 4:14
12. Nothing - 5:01
13. Diesmal wirst du sehn - 4:03
14. Tief in dir - 4:14
15. Im Licht + Going Down (Ghost track) - 11:20

### Rerelease
1. Augen auf!
2. Tausend neue Lügen
3. Wenn du weinst
4. Sex hat keine Macht
5. Brennende Liebe
6. Dein Weg
7. Du spielst Gott
8. Dein Feuer
9. Eisbär
10. Der Strom
11. Nichts (ist kälter als deine Liebe)
12. Nothing
13. Diesmal wirst du sehn
14. Tief In Dir
15. Im Licht + Going Down (Ghost track)